# Deuxième Force opérationnelle interarmées
Pour les articles homonymes, voir FOI.
La Deuxième Force opérationnelle interarmées (FOI 2) (en anglais, Joint Task Force 2 ou JTF 2) est la principale unité de forces spéciales des Forces canadiennes. L'unité est une composante essentielle du Commandement des Forces d'opérations spéciales du Canada (COMFOSCAN).

## Mandat
Le rôle principal de l'unité est le contre-terrorisme, dont le mandat domestique est défini par le « Plan national de lutte contre le terrorisme ». Le rôle de la FOI 2 dans ce cadre est de fournir une réaction immédiate et appropriée en cas de force majeure ; elle peut également être amenée à participer à des opérations de sécurité à la demande de la Gendarmerie royale du Canada via le Solliciteur général du Canada. À l'intérieur du cadre du contre-terrorisme domestique, la FOI 2 est appelée à réagir à partir de renseignement obtenu par divers agences de renseignement, notamment le Service canadien du renseignement de sécurité, le Service canadien du renseignement criminel, et le Centre intégré d'évaluation du terrorisme.
L'unité possède également un mandat international, pouvant mener une variété de missions à la demande du gouvernement du Canada : 
- détection et neutralisation de menaces contre les intérêts canadiens à l'étranger ;
- assaut armé, secret ou déclaré (action directe) ;
- reconnaissance spéciale et renseignement militaire ;
- diplomatie et assistance militaire ;
- assistance humanitaire.

La force opérationnelle interarmes tire son nom du fait qu'elle opère dans les trois environnements (maritime, aérien et terrestre) et qu'elle emploie des militaires de toutes branches des Forces canadiennes. L'identité des membres et la nature de leurs opérations est gardée secrète par le gouvernement du Canada, et le peu d'information accessible vient de sources étrangères, tel le Pentagone. Les opérateurs de la FOI 2 reçoivent des compensations élevées, dues au besoin de rétention du personnel qualifié, de plus en plus recherché par les firmes paramilitaires privées.
L'unité opère dans le cadre de la législation canadienne et ses membres sont soumis au même code de conduite que le reste des membres de Forces canadiennes. Elle respecte également les règles d'engagements (ROE) dans les conflits armés.

## Histoire
Activée le 1er avril 1993 avec une quinzaine de membres, l'unité se veut le successeur du Groupe tactique d'intervention spécial de la Gendarmerie royale du Canada (GRC), unité dissoute en raison de l'entraînement plus adapté des militaires par rapport aux policiers civils. La GRC maintient toujours des groupes d'interventions tactiques dans la plupart de ses divisions, mais ces unités ne sont pas responsables du contre-terrorisme et n'ont aucune juridiction à l'extérieur du Canada.

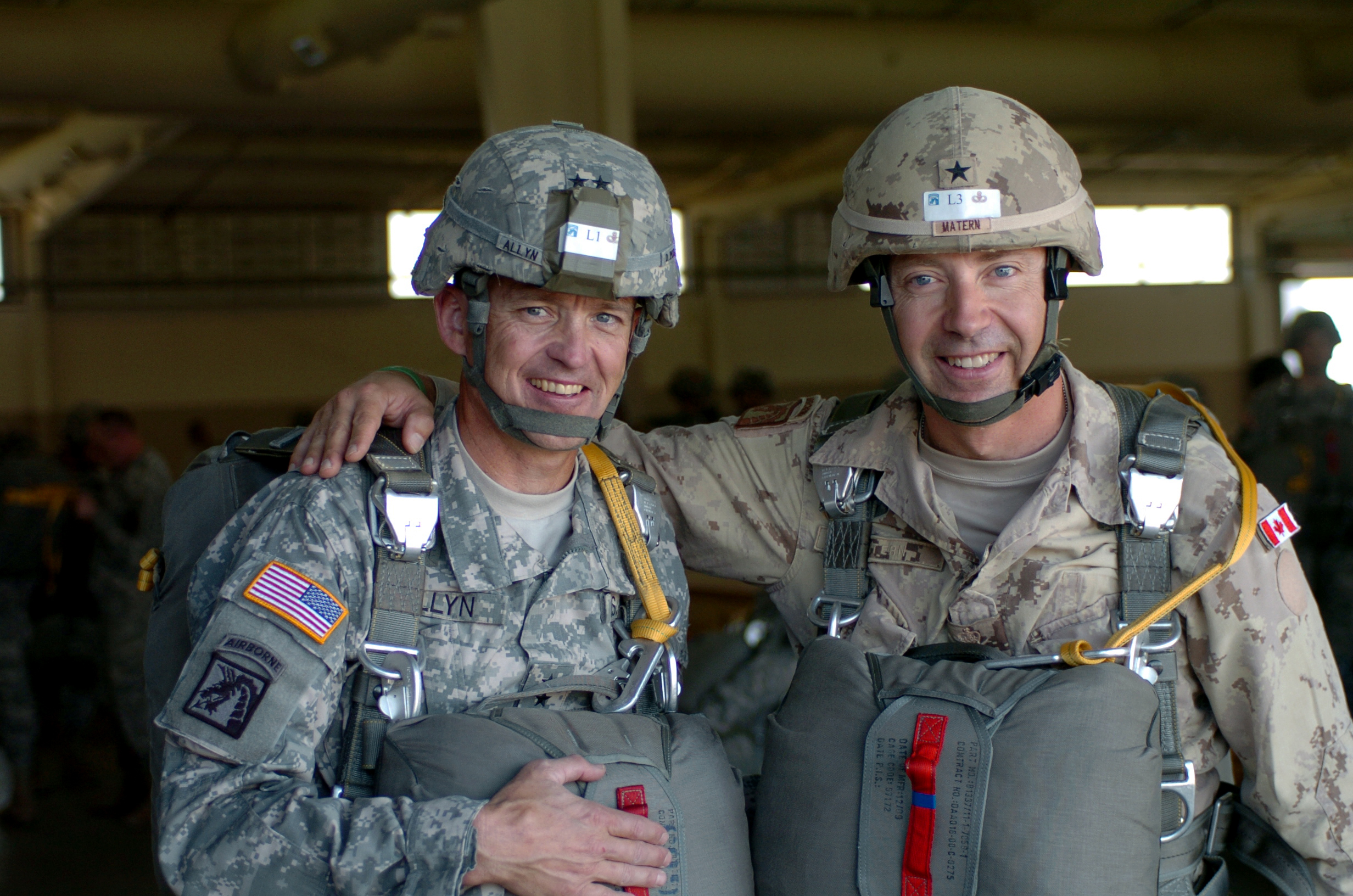
À droite, Nicolas Matern, ancien chef de la force.

En 2006, l'état-major des forces armées annonce la création d'une nouvelle unité de force spéciale qui aurait pour but de soutenir la FOI 2 et à la remplacer lors de missions plus conventionnelles : cette unité deviendra le Régiment d'opérations spéciales du Canada (ROSC).
La FOI 2 a signalé la perte d'un seul opérateur en mission, le caporal-chef Anthony Klumpenhouwer, 25 ans, mort le 18 avril 2007 alors qu'il travaillait sur une tourelle de communications en Afghanistan.
En juin 2017, Justin Trudeau annonce une hausse des effectifs de 600 membres, la FOI 2 passant ainsi d'un peu plus de 2 000 soldats à 2 600.

## Missions connues

### Afghanistan
Une quarantaine de commandos de la FOI 2 est déployée dès le tout début des opérations militaires en Afghanistan, en 2001, à la suite de la déclaration par les États-Unis de la Guerre contre le terrorisme. Ils participent aux opérations de captures de prisonniers et aux opérations de combat dans les montagnes du sud de l'Afghanistan, avec les forces spéciales américaines. Ces membres de la FOI 2 se virent récompensés en 2004 avec la Presidential Unit Citation du président américain pour leur service avec la force opérationnelle K-Bar.
Des éléments de la FOI 2 et du régiment d'opérations spéciales du Canada sont toujours[Quand ?] en Afghanistan,.

### Haïti
Des membres de la FOI 2 sont déployés en Haïti en 2004 lors du coup d'État contre le président Jean-Bertrand Aristide, chargés de la protection de l'ambassade canadienne à Port-au-Prince et de l'aéroport Toussaint-Louverture. Neuf membres y retourneront lors du tremblement de terre d'Haïti de 2010.

### Irak
En 2014, 200 membres de la FOI 2 sont envoyées en Irak afin d'appuyer les forces irakiennes et kurdes à lutter contre l'organisation État islamique. La force a participé à la bataille de Mossoul.
En 2017, un tireur d'élite de l’unité réussi un tir létal à 3 540 mètres en Irak avec un McMillan Tac-50 et bat d'un kilomètre le record du monde précédent (2 475 mètres).

### 2010
L'unité prend également part en 2010 à la préparation et la surveillance lors des Jeux olympiques d'hiver de 2010 et des Jeux paralympiques d'hiver de 2010; plus tard la même année, lors des sommets du G20 et du G8.

## Équipement
Les opérateurs utilisent une gamme d'armes, notamment:
- Colt Canada série de fusils:  C7,  C8 et  C8SFW
- Colt M4 Carabine militaire, Colt M4A1 SOPMOD
- Heckler & Koch MP5 (A2 / A3 / SD) mitraillette
- FN Herstal P90 arme de défense personnelle
- SIG Sauer P226 arme de poing ; le remplacement par des SIG Sauer P320 a été gelé à la suite d'un accident de tir[14]
- Remington model 870 et Benelli M3 fusils à pompe
- FN Minimi C9A1 mitrailleuse légère
- M2 Browning mitrailleuse lourde
- M203 Lance-grenades
- Accuracy International AWP, C14 Timberwolf, Heckler & Koch PSG1, M110 Semi-Automatic Sniper System,  McMillan TAC-50 et Barrett M82 fusils de sniper
- Heckler & Koch GMG grenade automatique et Heckler & Koch HK69A1 lance-grenades.
- Saab Bofors Dynamics AT4 arme antichar.

FOI2 utilise la version  Véhicule à roues polyvalent à haute mobilité (HMMWV)  opérations spéciales. Un projet de remplacement a été annulé en 2010. En 2016, le véhicule  DAGOR (Deployable Advanced Ground Off-road) de Polaris Defence a remporté le contrat de véhicule de combat ultra-léger (ULCV) pour fournir 78 véhicules au COMFOSCAN.